# Білогорща (лісопарк)
Лісопарк «Білогорща» — унікальний природний ландшафтний комплекс у Залізничному районі міста Львова між вулицями Широкою, Білогорща, Рудненською, залізничною станцією «П'ятий парк», АТП та супермаркетом «Сільпо».

## Історія
Лісопарк «Білогорща» розташований на Львівсько-Любінській рівнині на південно-західній околиці міста Львова, а також на головному Європейському вододілі з найглибшим у регіоні заляганням покладів торфу (7 метрів). Його перетинає Білогорський потік (притока річки Зимна Вода), що впадає у річку Верещицю. 
Територія лісопарку відзначається високим біорізноманіттям — 42 види рослин та 25 видів тварин. Щодо зелених насаджень, то у лісопарку переважають дубово-соснові насадження з домішкою вільхи чорної. Велику площу займають малоцінні у господарстві грабняки та осичняки.
Сам лісопарк виник у 1968 році, коли місту з держлісфонду була передана невелика територія Басівського лісництва. Загальна площа лісопарку становить 189,2 гектарів та він є другим за величиною у Львові після парку «Знесіння», площа якого 312,1 гектарів.
У східній частині лісопарку створена паркова зона, прокладена асфальтована дорога та стежки з твердим покриттям, встановлені спортивні та дитячі майданчики, працюють кав'ярні.
Його неофіційна назва «П'ятий парк», що походить від однойменної назви залізничної станції, що розташована поруч. 

## Сьогодення
Навесні 2008 року преса згадувала «Білогорщу» як одне з імовірних місць для будівництва у Львові зоопарку.

### Реконструкція лісопарку
Від 2012 року триває робота з відновлення лісопарку «Білогорща». Влаштовувалися масові толоки.
У 2018 році ПП НВФ «Рутенія» розробило проєкт реконструкції лісопарку «Білогорща», за яким тут мали з'явитися скейт-парк, дитячий майданчик «Бондарівське болото», майданчик «Дніпровські пороги», «Мармаси», «Цуманська пуща» та «Асканія». Під реконструкцію потрапляло 120 га із загальних 189,2 га парку. У межах проєкту пропонувалося розчистити територію від самосівів, повалених, похилених, хворих та сухих дерев, прорідити підліску. Наявне озеленення планували доповнити групами декоративних дерев та клумбами багаторічних чагарників та квітів. Крім цього у проєкті передбачили провести загальний благоустрій території, зокрема:
- влаштувати автостоянку біля головного входу на 10 машин для відвідувачів парку;
- замінити асфальтоване покриття алеї, що сполучає вулиці Широку та Рудненську тротуарною плиткою;
- ознакувати основні входи до парку (з півночі та півдня) навігаційними таблицями;
- влаштувати пішохідні доріжки з трамбованого відсіву по вже наявних витоптаних стежках (бокові стежки від головної алеї);
- встановити вуличні меблі, смітники, велостоянки;
- влаштувати два дитячі майданчики з дерева для дітей віком від 2 до 5 років та три дитячі майданчики для дітей від 6 до 12 років, універсальний спортивний майданчик (для гри у міні-футбол та баскетбол);
- облаштувати майданчик для вигулу собак;
- скейт-парк для дітей віком від 12 років;
- велотрек із рампами різних рівнів складності;
- насадити вздовж основної алеї декоративні дерева, клумби, багаторічні чагарники та трави;
- влаштувати зовнішнє освітлення.

Усі дитячі майданчики планували поділити за тематикою, аби вони відображали природно-географічні зони всієї України. Для покриття майданчиків використовуватимуть лише природні матеріали: деревна мульча, пісок, відсів, всі ігрові елементи теж переважно з дерева. Через лісопарк «Білогорща» проходить кільцева велодоріжка та «Стежка Здоров'я», а також стежка що веде до місцевості Білогорща. Загалом парк має стати місцем для спокійного відпочинку та пікніків.

## Світлини

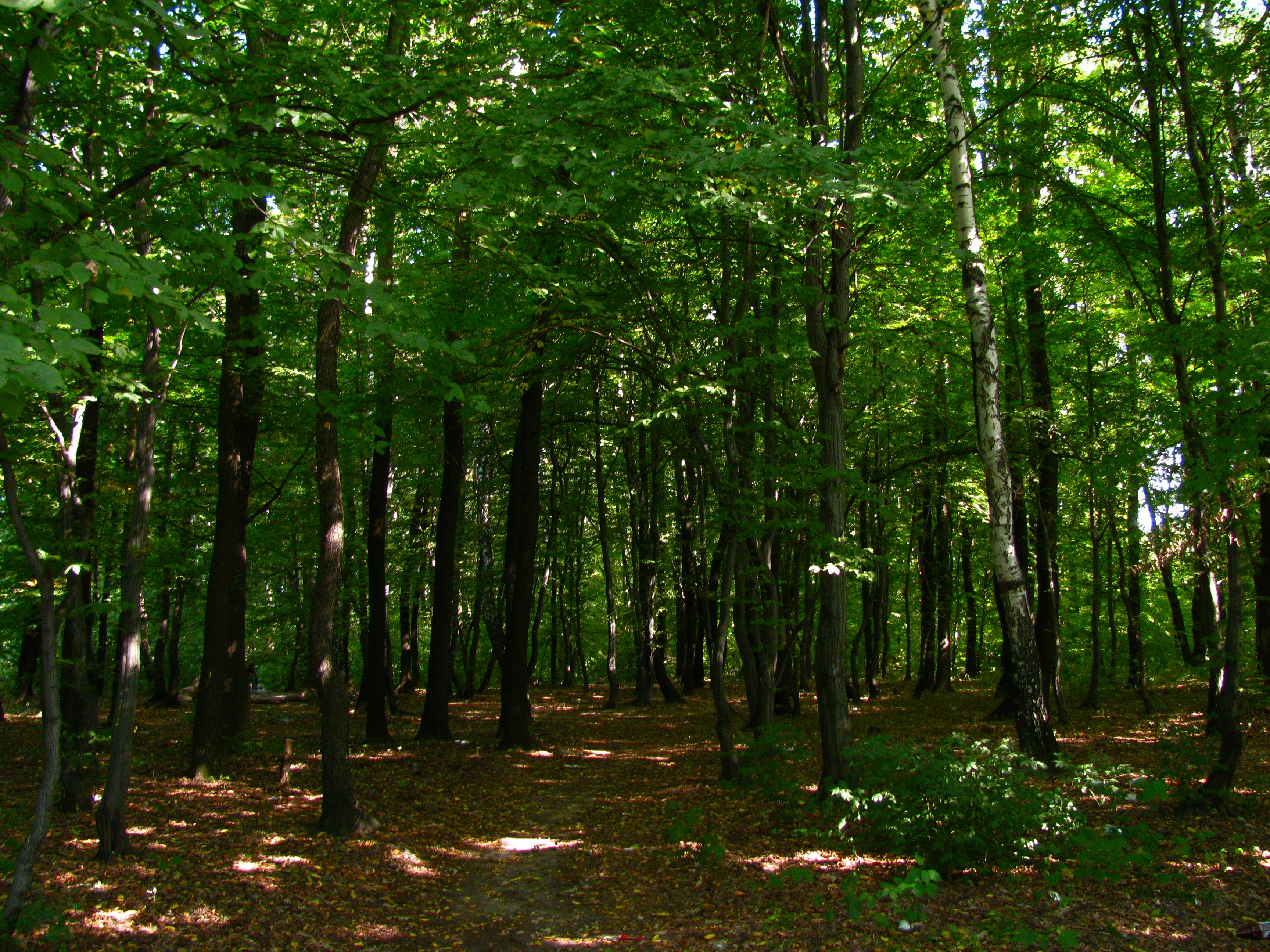
Лісопарк «Білогорща»
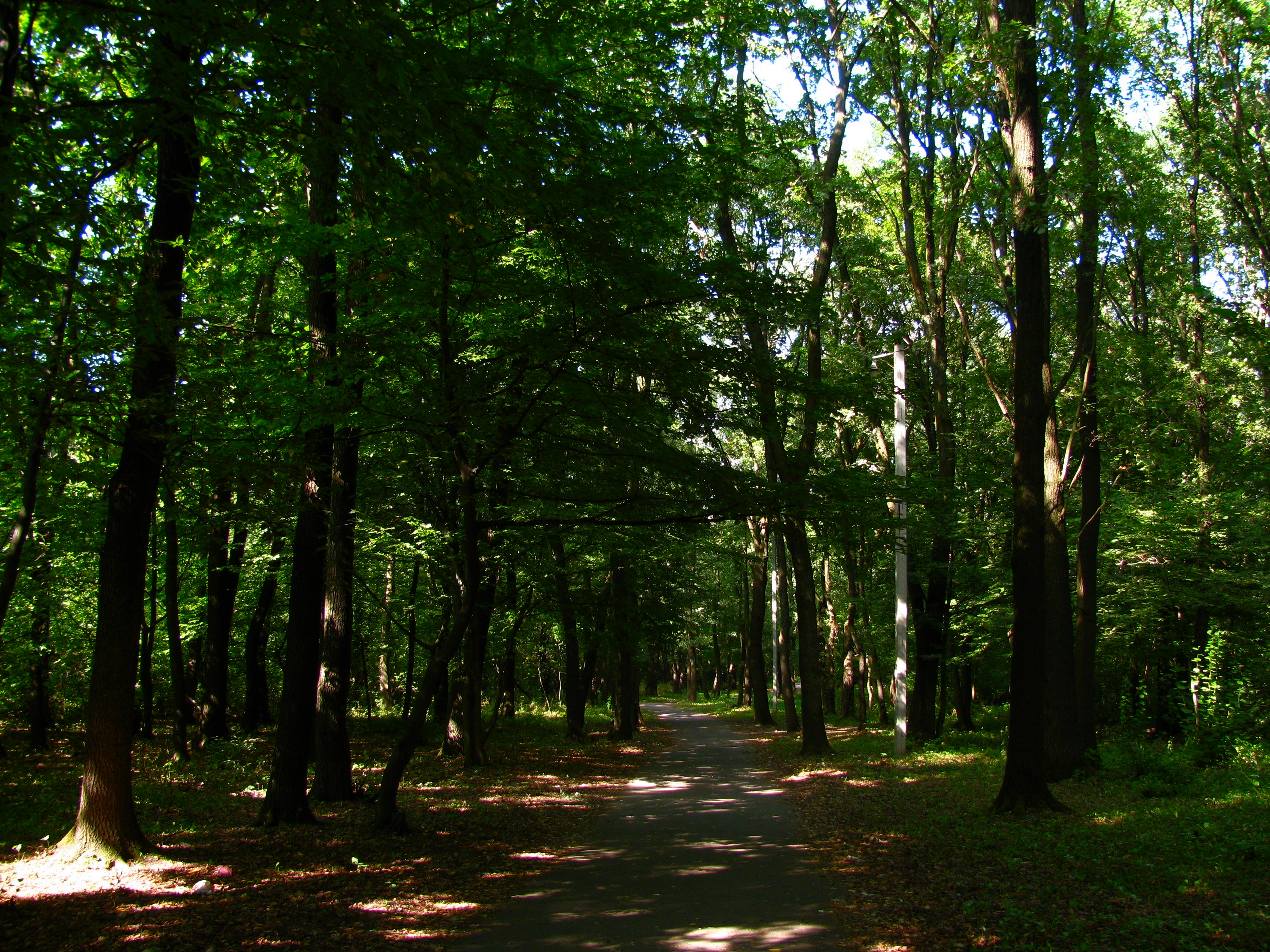
Лісопарк «Білогорща»
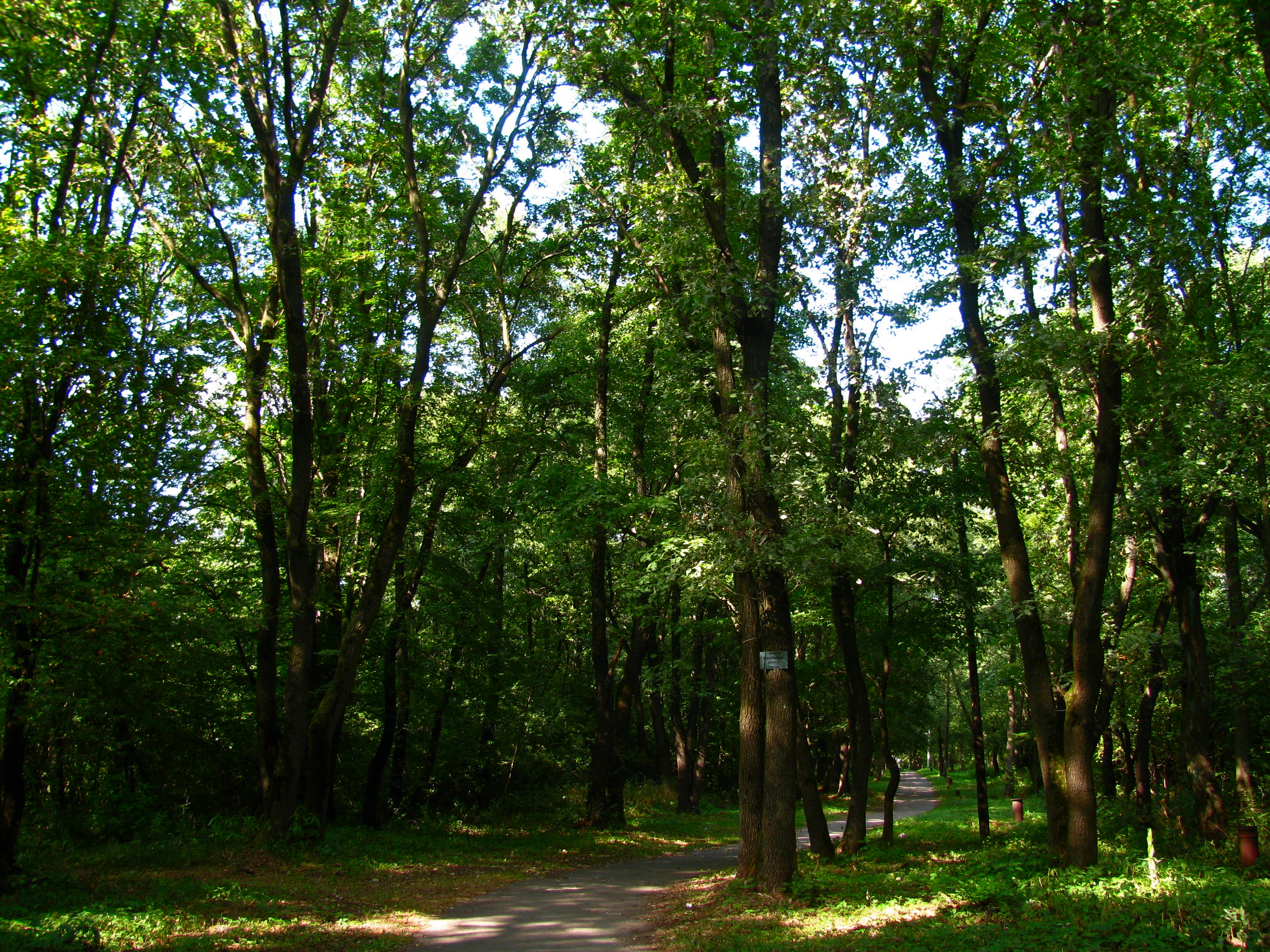
Лісопарк «Білогорща»